# 砂嚢

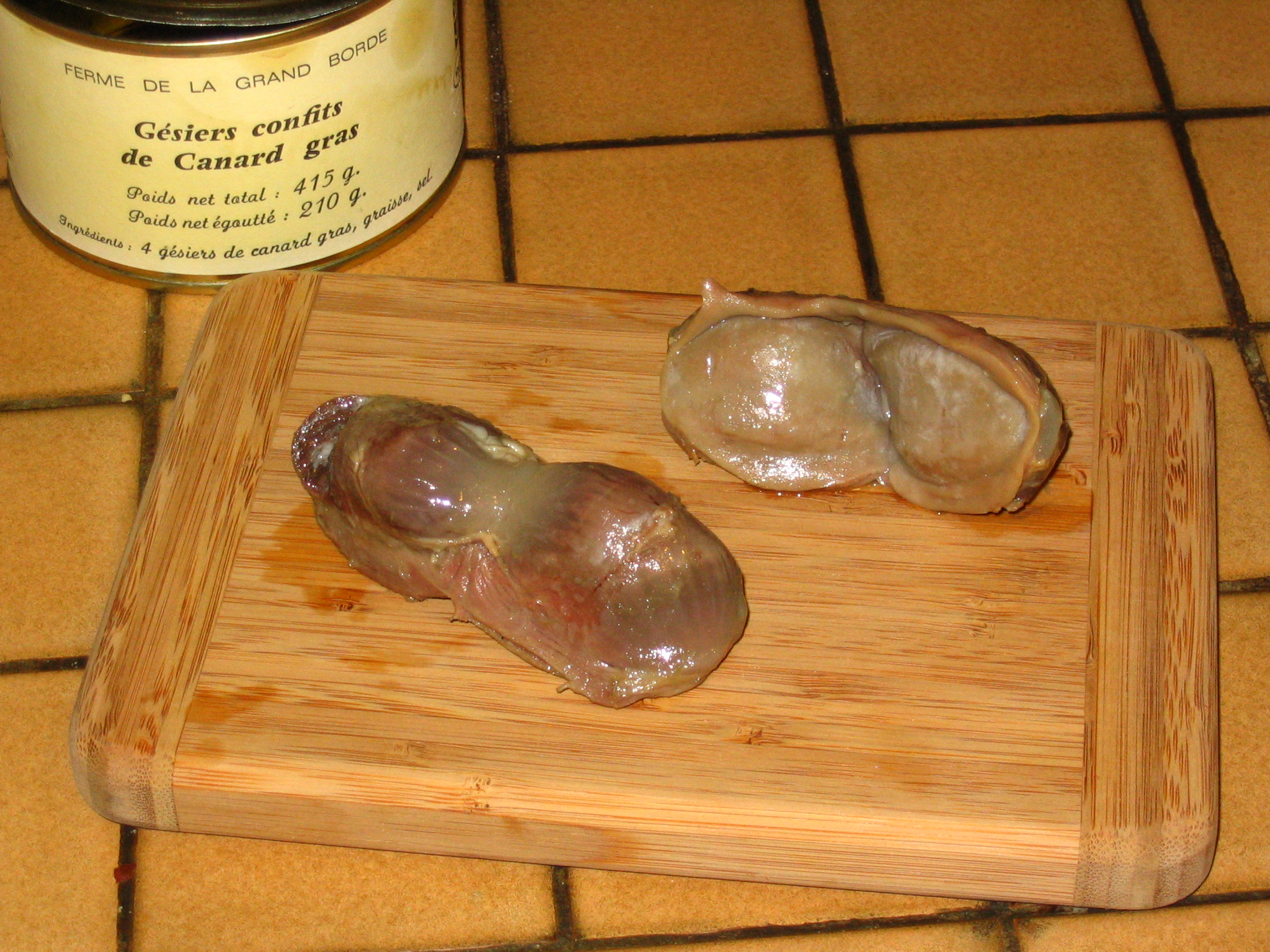
アヒルの砂嚢

砂嚢（さのう、英: gizzard、鳥類においては ventriculus、gastric mill、 gigerium とも）は鳥類、爬虫類、ミミズ、魚類などに見られる消化器官である。分厚い「筋肉（平滑筋）」からなる袋状あるいは管状の器官で、食べたものをすりつぶす機能を持つ。小石などを利用して消化の助けとする種もある。昆虫や軟体動物では、砂嚢の中にキチン質の小板や歯のような構造を持つものもある。平滑筋を多く含むため、筋肉の研究材料に用いられている。

## 名称
英語での名称 gizzard は中世の英語の giser に由来する。この語は古フランス語が元だが、その元はラテン語で内臓を意味する gigeria である。そのラテン語と同じく印欧祖語から派生したペルシャ語の 「jigar （肝臓、liver の意） 」が gigeria の元ではないかと考えられている。
日本語での「砂嚢」「砂肝（すなぎも）」「砂ずり」という俗称は、家禽類を調理する際に砂嚢に砂礫が見られることに由来する。

## 鳥類の砂嚢
全ての鳥類は砂嚢を持つ。

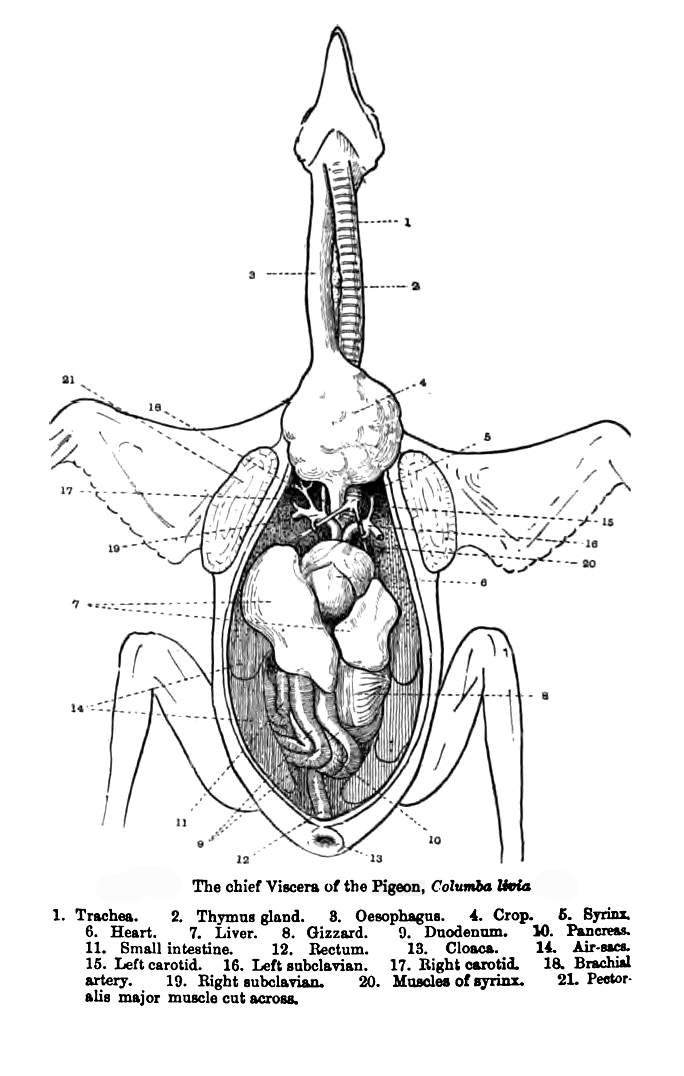
ハトの消化器官。8 が砂嚢。両足の間の十二指腸の右側に見える。

鳥類は、ついばんだ食べ物をまず必要に応じて素嚢に飲み込む。食べた物はそれから、消化液を分泌する前胃に送られる。それに続いて前胃から「砂嚢 （筋胃とも呼ばれる）」 に送られる。砂嚢では、あらかじめ飲み込まれていた砂礫によって食べたものを咀嚼して胃に送る。このため、砂嚢の筋層が厚い。

### 砂嚢の砂
動物の中で歯を持たない種では、小石や砂を飲み込んでおいて消化の助けとするものがある。鳥類はそのために砂嚢を持つが、全ての鳥類が砂礫などを飲み込んでいるわけではない。砂礫などを飲み込む種では、砂嚢中でそれらを歯の代わりとして、植物の種などの食べたものを砕き、消化の助けとする。砂嚢に飲み込まれている砂礫は胃石と呼ばれ、多くの場合角の取れた滑らかな形状をしており、咀嚼とあわせて胃の中を洗浄する機能も果たしている。しかしあまりに滑らかだと咀嚼に適さないため、その場合には吐き戻しにより排出される。

## 鳥類以外の砂嚢

### 恐竜
鳥類の祖先である恐竜も多くの種で鳥類と同様の砂嚢を持っていたと考えられており、以下の恐竜の化石で胃石が見つかっている。
- プシッタコサウルス
- マッソスポンディルス
- プラテオサウルス
- オメイサウルス
- アパトサウルス
- バロサウルス
- ディクラエオサウルス
- セイスモサウルス

クラオサウルス (Claosaurus) にも砂嚢があったと考えられていたが、現在ではそれは、A) クラオサウルスではなくエドモントサウルス (Edmontosaurus annectens) であった、B) 川の流れで丸くなった石であった、のどちらかではないかと考えられている。

### ワニ類
ワニ目はアリゲーターもクロコダイル科も砂嚢を持っている。

### 魚類
世界各地の河口域で見られるボラ科の魚類や、アメリカやメキシコの淡水湖や清流に住むアロサには砂嚢がある。アイルランドの淡水湖やスコットランドのファーマナ県のメルヴィン湖 (lough Melvin) のギラルー (学名: Salmo stomachius、英: gillaroo、ブラウントラウトの一種) の砂嚢は、主なエサである巻き貝の殻を砕くことができる。

### 無脊椎動物
無脊椎動物では多くの種が砂嚢を持っており、消化の役割を果たしている。

## 人間との関わり
ヒトの生活において家禽の砂嚢は、世界各地で食用として用いられている。シチメンチョウ、ニワトリ、アヒル、さらにはエミューの砂嚢は料理に多く用いられる。
ニワトリの砂嚢を焼いたものは、ハイチおよび東南アジア全域で露店や屋台で供されている。インドネシアでは、家禽のフライのコース料理の一部として砂嚢と肝臓が提供される。ポルトガルでは砂嚢の煮込みが、米国中西部ではシチメンチョウの砂嚢の漬物 (ピクルス) が軽食としてある。ハンガリーではパプリカとともに煮られる。ナイジェリアでは砂嚢を煮る、あるいは焼いて、シチューや揚げたプランテーン (plantain、料理用バナナ) とともに食される。米国南部では揚げた砂嚢に辛いソースあるいは蜂蜜とマスタードをかけ、あるいはエビ類 (crawfish) とエビソースに合わせた料理があり、ニューオーリンズではガンボ (gumbo) と呼ばれている。シカゴではバターで焼いて揚げたものがある。ヨーロッパでは、砂嚢とマッシュポテトを組み合わせた料理が多く見られる。フランスのドルドーニュ地方ではペリゴール・サラダ (Perigordian Salad) にクルミ、クルトン、レタスとともに砂嚢が用いられる。米国ミシガン州ポッターヴィル (Potterville) の商工会議所では、2000年から毎年6月に「砂肝祭り (gizzard fest)」を開催しており、週末のイベントとして砂嚢の早食いコンテストが行われていたが、2017年にイベントがキャンセルされ、以降開かれていない。
パキスタンでは砂嚢は一般にサングダナ ("Sangdana") と呼ばれているが、この語はペルシャ語の Sang (石) と dana (粒) に由来している。パキスタンでは焼いてから煮た砂嚢をカレーにした料理がある。
イディッシュ語では砂嚢は "pipik'lach" (へその意) と書かれる。ユダヤ教においてカーシェールな種の鳥の砂嚢は、内面が緑あるいは黄色がかっている。この内膜をそのままにして調理すると非常に苦くなるため、調理の前に取り除く。ヨーロッパ東部のユダヤ教の伝統的な料理では、ニワトリの砂嚢、首、脚は混ぜて調理することがあるが、カーシェール的な制約から肝臓は煮なければならないため、肝臓を他と混ぜて調理することはない。カーシェールな肉を売る店では、チキンスープ用として砂嚢、首、脚をニワトリ胴の中に入れたものが見られる。
ネパールのゴルカ地方では、砂嚢は肝臓やトマト、ニンニク、チリとともに揚げたカーチマーチ (karchi-marchi) と呼ばれる副菜があり、飲酒時にも供される。
インドのパンジャブ地方では、大根、チリ、ニンニクと煮たジブジャブ (Jib-Jab) という飲料 (ジブジャブ・ジュース) がある。
ウガンダやカメルーン、ナイジェリアでは、調理されたニワトリの砂嚢は、その食事の際のもっとも年長、あるいはもっとも人徳のある男性に与える習慣がある。
西洋料理においてジブレッツには鳥類の心臓、肝臓、砂嚢などが含まれているが、これはそのまま、あるいはスープにして供される。また保存食でもある。
台湾では「(当て字 腱) kiān」と称し、砂嚢は時間をかけて調理され、スライスしてタマネギあるいは醤油とともに食される。
中国本土では、「肫、胗 zhēn」と称し、鶏の他、アヒルの砂嚢が、脚、首、心臓、舌、頭部などアヒルの他の部位とともにたれで煮込んだ料理「滷鴨肫」として食べられている。真空パックにした商品もあり、軽食として家庭や旅行中にもよく食べられている。四川省と湖北省が砂嚢料理の産地として知られている。また湖北省の武漢市には「久久丫」 (Jiǔjiǔyā) という、辛い砂嚢の料理を売りにした料理チェーン店がある。中国の北部では北京ダック店の料理のひとつとして砂嚢がある。
日本ではズリあるいは砂肝と呼び、主に焼き鳥料理の素材のひとつにされる。また九州では唐揚げにされる。

## 用語の用法
英語の gizzard という語は、俗語的に腸、あるいは臓物一般の意味で用いられることもある。日本語の「砂嚢」にはそういった混用はないが、砂嚢の俗称としての「砂肝」には「肝」の字が含まれるため、ときおり誤用が見られる。